# Márton Nagy (ekonom)
Márton Nagy, maďarsky Nagy Márton (* 9. května 1976 Szolnok), je maďarský ekonom a politik. Mezi lety 2015 až 2020 zastupce guvernéra Maďarské národní banky. V letech 2015 až 2017 prezident Budapešťské burzy. Od května roku 2022 nestranický ministr národního hospodářství v páté vládě Viktora Orbána.

## Biografie
Narodil se roku 1976 ve městě Szolnok v tehdejší Maďarské lidové republice (MLR), kde i odmaturoval na tamější střední škole. Poté absolvoval studium ekonomie na Budapesti Közgazdaságtudományi Egyetem (dnes Budapesti Corvinus Egyetem) v Budapešti, kde získal v roce 1999 diplom.
Od roku 2002 pracoval v Maďarské národní bance (MNB), v letech 2015 až 2020 byl členem monetární rady a zástupcem guvernéra MNB. Zároveň byl mezi lety 2015 až 2017 prezidentem Budapešťské burzy (Budapest Stock Exchange).

### Politická kariéra
V květnu 2022 byl jmenován jako nestraník do čela Ministerstva po hospodářský rozvoj (Gazdaságfejlesztési Minisztérium) v páté vládě Viktora Orbána. S účinností od 1. ledna 2024 bylo tento portfej přejmenován na Ministerstvo národního hospodářství (Nemzetgazdasági Minisztérium).

## Soukromý život
Je ženatý, má dvě děti. 
Hovoří anglicky a maďarsky.